# Mariano del Amo y Mora
Mariano del Amo y Mora (o Del-Amo y Mora) (Madrid, 1809 -Granada, 1896), fue un catedrático y botánico español.

## Biografía
Estudió farmacia en el Colegio de San Fernando de Madrid, donde en 1834, obtuvo el grado de licenciado y, nueve años después, el de doctor.
Funda la primera Cátedra de Botánica, en 1853, que también fue su primer Decano (de 1850 a 1892), de la Facultad de Farmacia de la Universidad de Granada, que se abre en agosto de 1850. Desde Madrid se envió para su fundación al botánico Dr. Mariano del Amo y Mora, Catedrático numerario adscrito a la asignatura de Mineralogía y Zoología de aplicación a la Farmacia.

## Obra
- 1871-1873. Flora fanerogámica de la Península Ibérica ó descripción de las plantas cotyledóneas, que crecen en España y Portugal (en castellano y en portugués). Granada : Imprenta de D. Indalecio Ventura. Granada (España). 6 tomos.

- 1870. Flora cryptogámica de la Península Ibérica, que contiene la descripción de las plantas acotyledóneas que crecen en España y Portugal, distribuidas según el método de familias. Granada : Imprenta de D. Indalecio Ventura. Granada (España). 849 pp.

- 1848. Manual de botánica descriptiva. Con Vincente Cutanda (1804-1866) Ed. Saunaque, 1.155 pp.

## Honores

### Epónimos
- (Asteraceae) Centaurea amoi Campo ex Campo & Amo[2]

- (Scrophulariaceae) Linaria amoi  Campo ex Campo & Amo [3]
- La abreviatura «Amo» se emplea para indicar a Mariano del Amo y Mora como autoridad en la descripción y clasificación científica de los vegetales.[4]